# Desmana moschata
El desmán almizclado o desmán ruso (Desmana moschata) es una especie de mamífero soricomorfo de la familia Talpidae, la única del género Desmana. Se distribuye en Europa oriental, concretamente el centro de Rusia europea y este de Ucrania, y en zonas del oeste de Siberia y norte de Kazajistán.

## Características
Es un pequeño animal de unos 17-22 cm de longitud y otros tantos de cola; pesa 220 g. Su pelaje es de color castaño, muy suave, sedoso y brillante. Es por ello que ha sido cazado desde antiguo por el valor de su pelaje, llevando la especie actualmente al borde de la extinción.
En la cabeza destaca un hocico que acaba en una probóscide muy móvil que utiliza para la exploración del terreno. La cola también destaca por estar comprimida lateralmente, presentar escamas en anillo, pocos pelos intercalados en estas y además en la base presentan dos pequeñas glándulas que excretan un líquido con fuerte olor a almizcle. Sus patas son palmeadas, más las posteriores.

## Hábitat
Se le encuentra en cursos de ríos con playas naturales y poca corriente, en grupos de dos a cinco animales. Se alimenta de insectos, crustáceos, moluscos, peces y anfibios. Nada con facilidad valiéndose de su cola. Vive en madrigueras sobre el nivel del agua aunque la entrada de estas suele estar situada a nivel con el curso de agua.